# Inachus dorsettensis
Inachus dorsettensis är en kräftdjursart som först beskrevs av Thomas Pennant 1777.  Inachus dorsettensis ingår i släktet Inachus och familjen Inachidae. Enligt den svenska rödlistan är arten nära hotad i Sverige. Arten förekommer i Götaland. Artens livsmiljö är havet. Inga underarter finns listade i Catalogue of Life.

## Bildgalleri

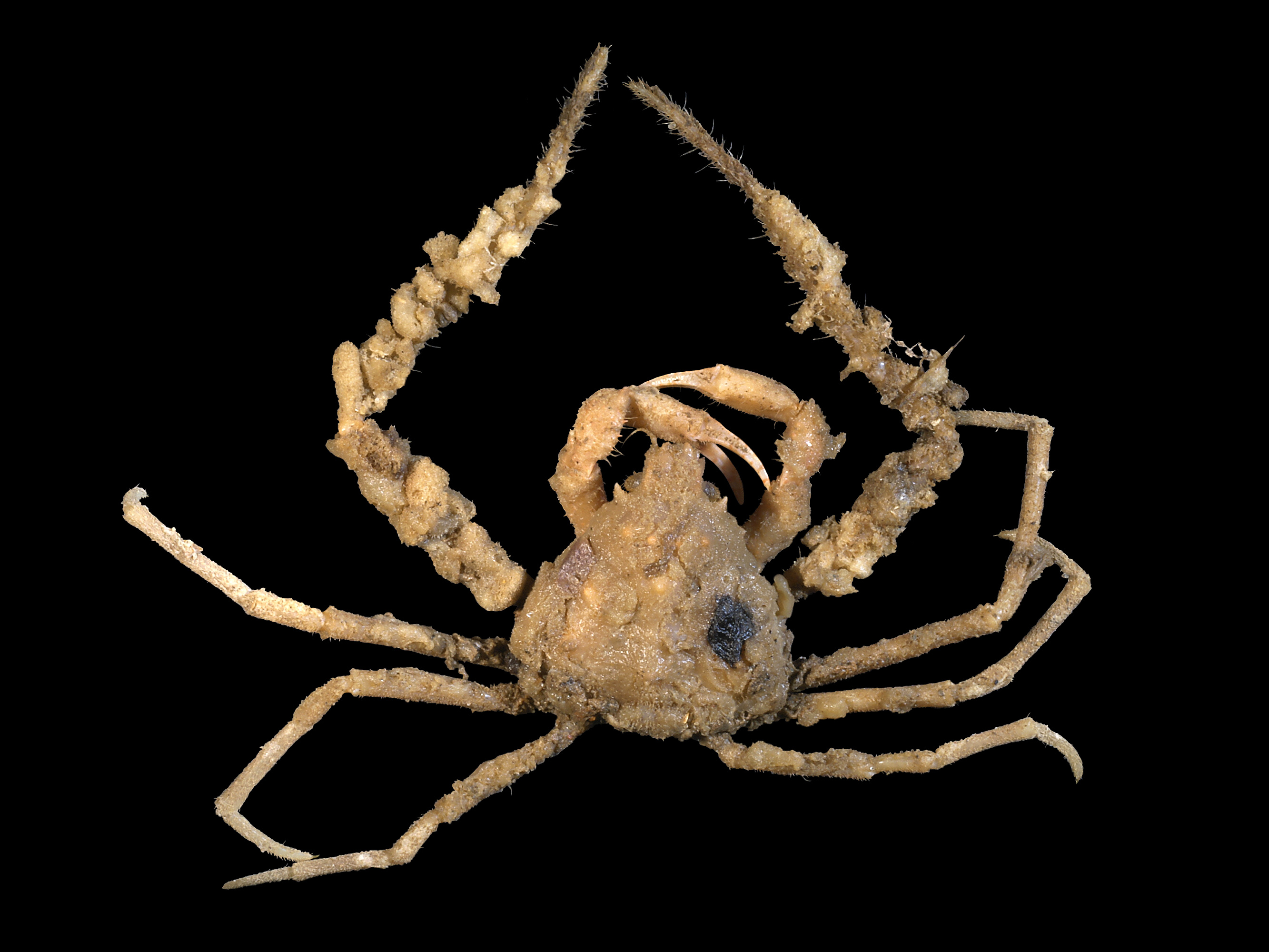